# Cuenca vertiente de la bahía de Hudson

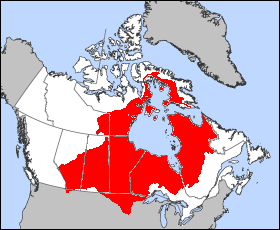
Cuenca de la bahía de Hudson

La cuenca vertiente de la bahía de Hudson es la cuenca hidrográfica de todos los ríos y lagos de Norteamérica que desembocan en las bahías de Hudson, James y Ungava, consideradas parte del océano  Ártico. La superficie total de la cuenca de la bahía de Hudson es de aproximadamente 3.900.000 km², con un caudal medio de unos 30.900 m³/s. La cuenca de drenaje incluye partes de las cinco provincias de Canadá (Alberta,  Saskatchewan, Manitoba,  Ontario  y Quebec), de los dos territorios de Canadá (Territorios del Noroeste y Nunavut)  y de cuatro de los estados de EE. UU. (Montana, Dakota del Sur, Dakota del Norte y Minnesota). Los dos principales cursos de agua son el río La Grande,  en Quebec, y el río Nelson ,en Manitoba, cada uno con un caudal medio de más de 3.000 m³/s.
Los ríos son presentados siguiendo la línea de costa en sentido horario, empezando por el río George, en el noreste de Quebec, hasta el sur del cabo Chidley y la entrada del océano Atlántico.

## Ríos de Quebec
- Río George, de 565 km, que desagua en la bahía de Ungava;
- Río Tunulic
- Río à la Baleine, de 428 km (bahía de Ungava);
- Río False, de 180 km (bahía de Ungava);
- Río Koksoak, de 874 km (con su fuente, el río Canaipiscau) (bahía de Ungava);
- Río Leaf (rivière Aux Feuilles), de 480 km (con su fuente, el lago Minto) (bahía de Ungava);
- Río Arnaud, de 280 km (con su fuente, el lago Minto) (bahía de Ungava);
- Río Kovic, de 150 km;
- Río Povungnituk, de 389 km;
- Río Kogaluc, de 3045 km;
- Río Innuksuac, de 385 km;
- Río Qikirtaluup fattora
- Río Nastapoka, de 400 km;
- Canal Goulet, un corto canal de 5 km de longitud que comunica con el lago Guillaume-Delisle (o Richmond Gulf)
- Río Petite de la Baleine
- Río Great Whale (Grande Rivière de la Baleine), de 724 km;
- Río Roggan, de 193 km;
- Río La Grande, de 893 km;
- Río Eastmain, de 756 km;
- Río Pontax, de 193 km;
- Río Rupert, de 763 km (bahía de James);
- Río Broadback, de 450 km;
- Río Nottaway, de 225 km (776 km con su fuente, el río Mégiscane) (bahía de James);
- Río Harricana, de 533 km (bahía de James);

## Ríos de Ontario
- Río Moose, de 104 km (547 km con su fuente, el río Mattagami) (bahía de James);
- Río Albany, de 982 km (bahía de James);
- Río Lawashi
- Río Attawapiskat, de 748 km (bahía de James);
- Río Ekwan, de 500 km (bahía de James);
- Río Winisk, de 475 km
- Río Severn, de 982 km;

## Ríos de Manitoba
- Río Hayes, de 483 km;
- Río Nelson, de 644 km, alcanzando los 2.575 km si se considera su fuente más lejana, el sistema Saskatchewan—Saskatchewan del Sur—Bow;

- Río Rojo del Norte, de 1.126 km con su fuente el río Otter, que desemboca en el lago Winnipeg;

- Río Churchill, de 1.609 km;
- Río North & South Knife
- Río Seal, de 260 km;
- Río Caribou

## Ríos de Nunavut
- Río Geillini
- Río Thlewiaza, de 500 km;
- Río Tha-anne, de 180 km;
- Río Ferguson, de 220 km;
- Río Wilson
- Río Thelon, de 900 km,  en el Chesterfield Inlet;
- Río Lorillard
- Río Brown
- Río Kirchoffer (isla Southampton)
- Río Koukdjuak (isla de Baffin), de 80 km, que drena el lago Nettilling en la cuenca Foxe;

## Ríos de Alberta
- Río St. Mary, un afluente del Saskatchewann;
- Río Beaver, de 491 km, un afluente del Saskatchewann;
- Río Saskatchewan Norte, de 1.287 km, un afluente del Saskatchewann;

- Río Battle, de 570 km, un afluente del Saskatchewann Norte;

- Río Saskatchewann Sur, de 1.392 km, un afluente del Saskatchewann;

- Río Oldman, de 363 km, un afluente del Saskatchewann Sur;
- Río Red Deer, de 725 km, un afluente del Saskatchewann Sur;
- Río Bow, de 587 km, un afluente del Saskatchewann Sur;

- Río Elbow, de 120 km, un afluente del Bow;
- Río Highwood, un afluente del Bow;